# Pompe de l'Ange
Pour les articles homonymes, voir Pompe (homonymie).
La Pompe de l’Ange est un petit monument (également appelé Fontaine de l’Ange), aujourd’hui purement décoratif, qui orne la place de l’Ange, à Namur (Belgique). Installée en 1791, la « pompe », qui n’est plus ni pompe ni fontaine, n’en reste pas moins un monument emblématique de la ville de Namur et est classée depuis 1936.

## Histoire
Une pompe publique est installée en 1791 à l’initiative de la municipalité. Même si l’édicule est architecturalement de style élaboré, avec volutes et feuilles d’acanthe (style Louis XVI), il n’en avait pas moins avant tout une valeur utilitaire. La statue de l’ange sonnant la trompette (à son sommet), avec l’architecture et le décor de la pompe publique sont l’œuvre du sculpteur namurois François-Joseph Denis (1749-1832).

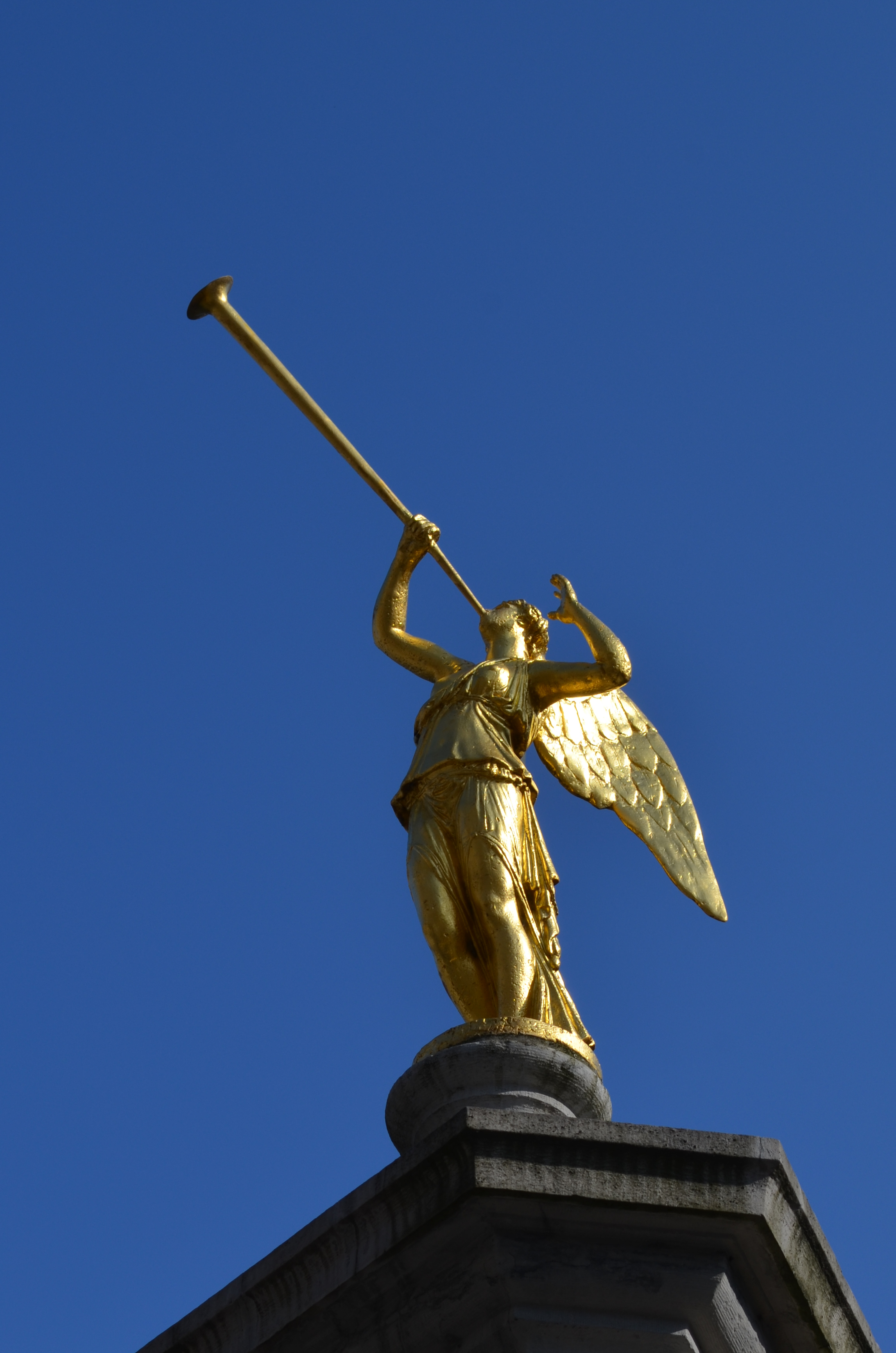
La sculpture de l'ange au sommet de la colonne.

Les rue et place de l’Ange tiennent leur nom, semble-t-il, d’un hôtel (aujourd’hui disparu) qui portait une telle enseigne. Cela inspira également la décoration de la pompe. La pompe se trouvait au cœur du marché aux volailles, chèvres et cochons de lait. Aussi l’endroit était-il également connu comme « Marché de l’Ange ».
La place de l’Ange connut de nombreux développements durant les xixe et xxe siècles, devenant le centre de multiples marchés. Elle fut élargie et c’est dans la rue de l’Ange que l’éclairage public (par lanternes) fut inauguré en 1838, étant donné sa grande animation. La rue est dotée de trottoirs en 1869.
En 1924, la pompe de l’Ange cesse d’être pompe : ses bras mécaniques lui sont enlevés, de même que ses bouches d’eau à tête de lion. Mais l’endroit est enjolivé : un petit jardinet est créé autour du monument, protégé par une balustrade. En 1936, en raison de sa valeur historique et artistique, le monument est classé au patrimoine de Wallonie. Les documents de cette époque parlent de la « Fontaine de l’Ange », bien qu’il n’y ait aucune fontaine. 
Plus tard, jardinet et balustrade disparurent et le monument fut doté d’un simple soubassement qui l’isole et le protège quelque peu du trafic ambiant.
En juillet 2011, le monument fut entièrement rénové : l’ange à la trompette a retrouvé tout son éclat doré.